# 日本指圧専門学校

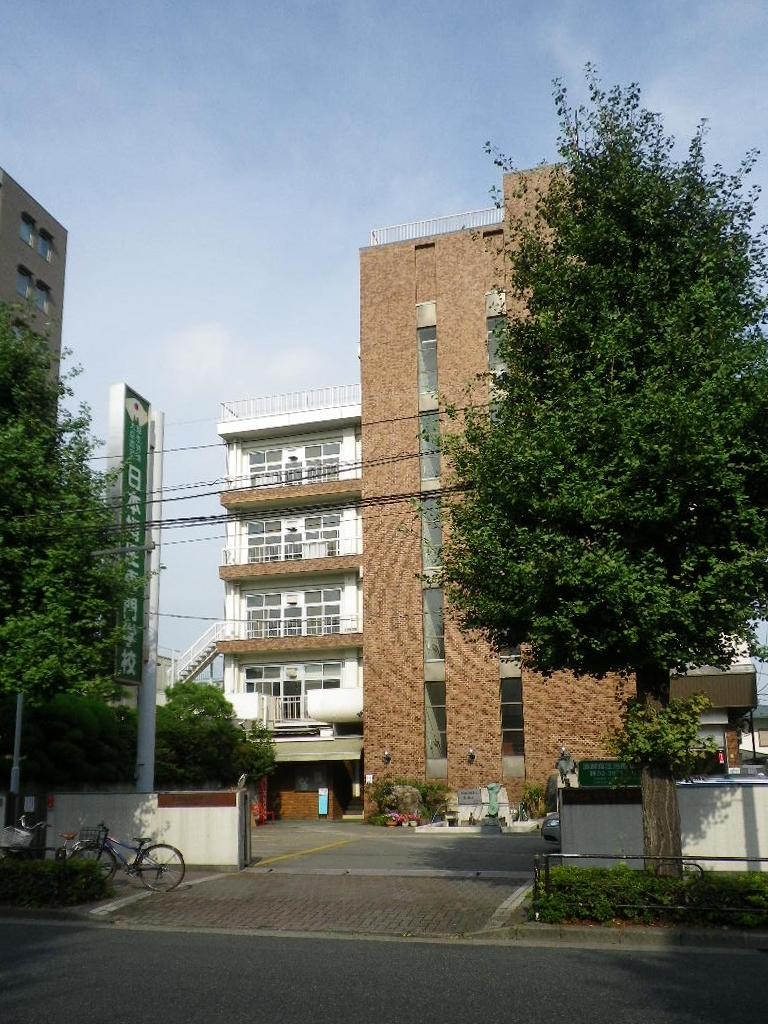
日本指圧専門学校

日本指圧専門学校（にほんしあつせんもんがっこう）は、東京都文京区にある学校法人浪越学園が運営する。あん摩マッサージ指圧師の資格が取得できる専修学校、あん摩マッサージ指圧師養成施設である。

## 沿革
- 1955年 - 各種学校日本指圧学校設立認可
- 1957年 - 指圧師養成学校認定
- 1981年 - 日本指圧専門学校へ改称
- 1987年 - 浪越学園学校法人化
- 1990年 - 修業年数を2年制から3年制へ移行
- 2000年 - 創立60周年

## 学科
- 指圧科（昼間部・夜間部） - 3年制

## 取得資格
- あん摩マッサージ指圧師試験受験資格